# Šćit
Šćit (en cyrillique : Шћит) est un village de Bosnie-Herzégovine. Il est situé dans la municipalité de Prozor-Rama, dans le canton d'Herzégovine-Neretva et dans la fédération de Bosnie-et-Herzégovine. Selon les premiers résultats du recensement bosnien de 2013, il compte 90 habitants.

## Géographie
Le village est situé dans une presqu'île qui s'avance dans le lac de Rama.

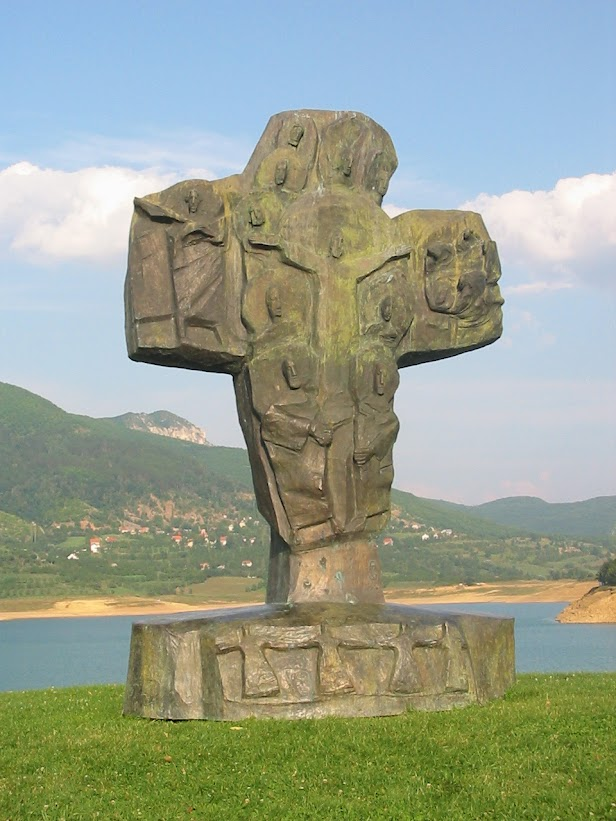
Sculpture devant le couvent franciscain de Šćit, au bord du lac de Rama

## Histoire
Le couvent franciscain de Šćit a sans doute été fondé au XVe siècle et a subi des remaniements ultérieurs ; avec certaines de ses décorations et certains de ses biens mobiliers, il est inscrit sur la liste des monuments nationaux de Bosnie-Herzégovine.

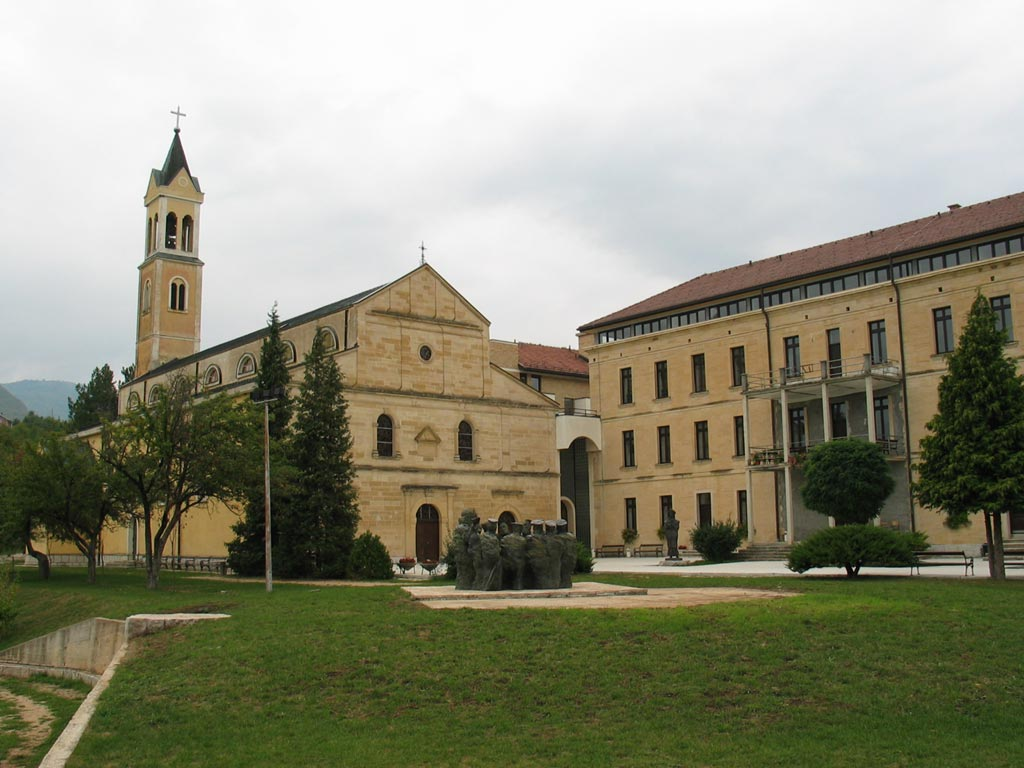
Le couvent franciscain de Šćit

## Démographie

### Évolution historique de la population dans la localité
| 1948 | 1953 | 1961 | 1971 | 1981 | 1991 | 2013 |
| ---- | ---- | ---- | ---- | ---- | ---- | ---- |
| -    | -    | 119  | 153  | 166  | 181  | 90   |

|  |